# クレオストラトス
クレオストラトス（古希: Κλεόστρατος、ラテン文字転記：Cleostratus、 紀元前520年頃、1説では紀元前548年 - 紀元前432年）は、古代ギリシアの天文学者である。
テネドス島の出身でカルデアの天文学者、ナブリアヌーと同時代の人物である。何人かの学者の説では、バビロニアからギリシャに黄道12宮と太陽暦をもたらしたとされる。ケンソリヌスは著書De Die Nataliのなかで、クレオストラトスが8年間に3回、閏月をおく暦法の「8年法」(octaeteris)を発明したとしている。これはアテネ暦にメトン周期が導入されるまで使われた。紀元前４世紀の学者テオプラストスはクレオストラトスがメテュムナのマトリケタスやアテナイのファエイノスと気象観測をしたとしている。1世紀初頭の古代ローマの著作家ヒュギーヌスは著書『天文学について』の中で、「ぎょしゃ座のζ・ηの2つの星を、大神ゼウスと一緒に牝山羊から乳を飲んだ子山羊が天に上げられたものとする話を初めて世に伝えたのは、クレオストラトスである」としている。
月のクレーターに命名された。

## 「8年法」(octaeteris)
octaeterisでは、8年間に3回の閏月をいれることにより、日数の差は8年間で、2日以内になる。8年という周期は金星の満ち欠けが約5回見られる周期でもある。
| 天体周期       | Octaeterisでの数 | 日数        |
| 太陽年         | 8                | 2921.93754  |
| 朔望月         | 99               | 2923.528230 |
| 恒星月         | 107              | 2923.417787 |
| 金星の朔望周期 | 5                | 2919.6      |
| 金星の自転周期 | 13               | 2921.07595  |